# Сумасшествие
Сумасше́ствие, помеша́тельство (также устар. безу́мие) — тяжёлое психическое расстройство.
До конца XIX века сумасшествием или безумием считалось поведение или мышление, выходившее за рамки принятой социальной нормы, как, например, болезненные судороги, галлюцинации при полном сохранении сознания, странные или саморазрушающие действия, а также попытки самоубийства. Кроме того, приступы эпилепсии, контузии и последствия черепно-мозговых травм также считались проявлением безумия.
Так как исторически этот термин применялся к целому ряду различных психических заболеваний, в современной медицине и психиатрии он используется редко, хотя по-прежнему популярен в разговорной речи.

## История определения
«Сумасшествие» является более современным вариантом понятия «безумие» и означает дословно: сошедший с ума, потерявший здравомыслие.
Существительное «безумие» образовано путём прямого перевода с греческого aphrosyne: а — без, phronis — ум, syne (суффикс) — ие. Во многих славянских языках слово «безумие» имеет сходное звучание.

## Симптоматика
Так как формы сумасшествия очень разнообразны, выделить определённые признаки не представляется возможным. Общим критерием может служить отклонение поведения от принятых общественных норм, начиная с патологической гиперактивности и заканчивая кататоническим ступором и депрессией.

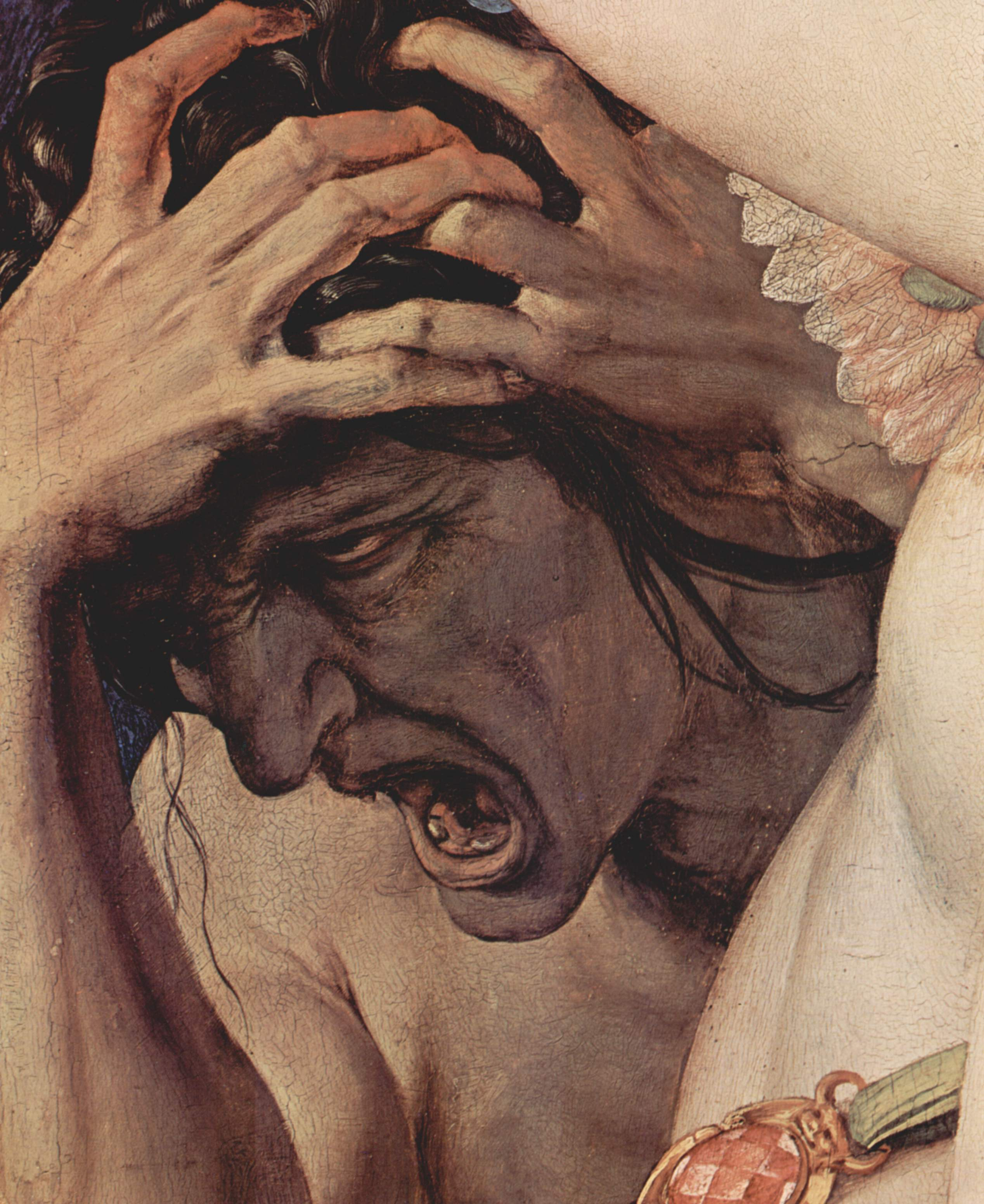
Аллегория триумфа Венеры, Аньоло Бронзино

Первое проявляется потерей контроля над эмоциями, невозможностью сдерживать проявления страха, гнева, злобы и определяется в психологии как состояние аффекта. В этом состоянии поведение не поддается самоконтролю, действия бессмысленны или направлены на удовлетворение инстинктивных потребностей и последствия действий не играют никакой роли. Внешний и внутренний мир смешаны, восприятие реальности нарушено. Примеры можно найти в древнегреческой мифологии: Геракл убивает своих детей, Аякс перерезает отару овец Одиссея и налетает на собственный меч, а Медея убивает сыновей.
Другая крайность безумия — депрессия и меланхолия, нарушение в общении, безучастность и отсутствие интереса к жизни.

### Сумасшествие в живописи
Литература и живопись помогают создать впечатление о том, что расценивалось как сумасшествие в прошлом. Источниками служат картины, иконы, фрески и другие произведения живописи. Но так как живопись имеет эмоциональную основу, эти источники не могут считаться непредвзятыми.
Безумие в живописи проявляется искаженной мимикой, противоречивыми или бессмысленными жестами, абсурдными действиями, а также неправильным, перекошенным положением тела. Не последнюю роль играет лицо с негармоничными, асимметричными или искаженными чертами лица, гримасы, непропорционально широко раскрытые, косящие глаза. Часто используется неподходящая ситуации мимика, как, например, смех в трагической или пугающей ситуации. Жесты сумасшедшего чаще всего противоречивы и непонятны, положение тела неправильно или искажено судорогой.

### Сумасшествие в литературе
Описание сумасшествия встречается не только в живописи, но и во многих исторических и современных произведениях. Чаще всего сумасшедшие играют роль предсказателей, волхвов, колдунов или показывают и высмеивают сложившийся общественный порядок в произведениях с социальной тематикой. Примерами русской литературы с тематикой безумия могут служить «Идиот» Фёдора Михайловича Достоевского, «Записки сумасшедшего» Николая Васильевича Гоголя, «Горе от ума» Александра Сергеевича Грибоедова и другие.

## Формы

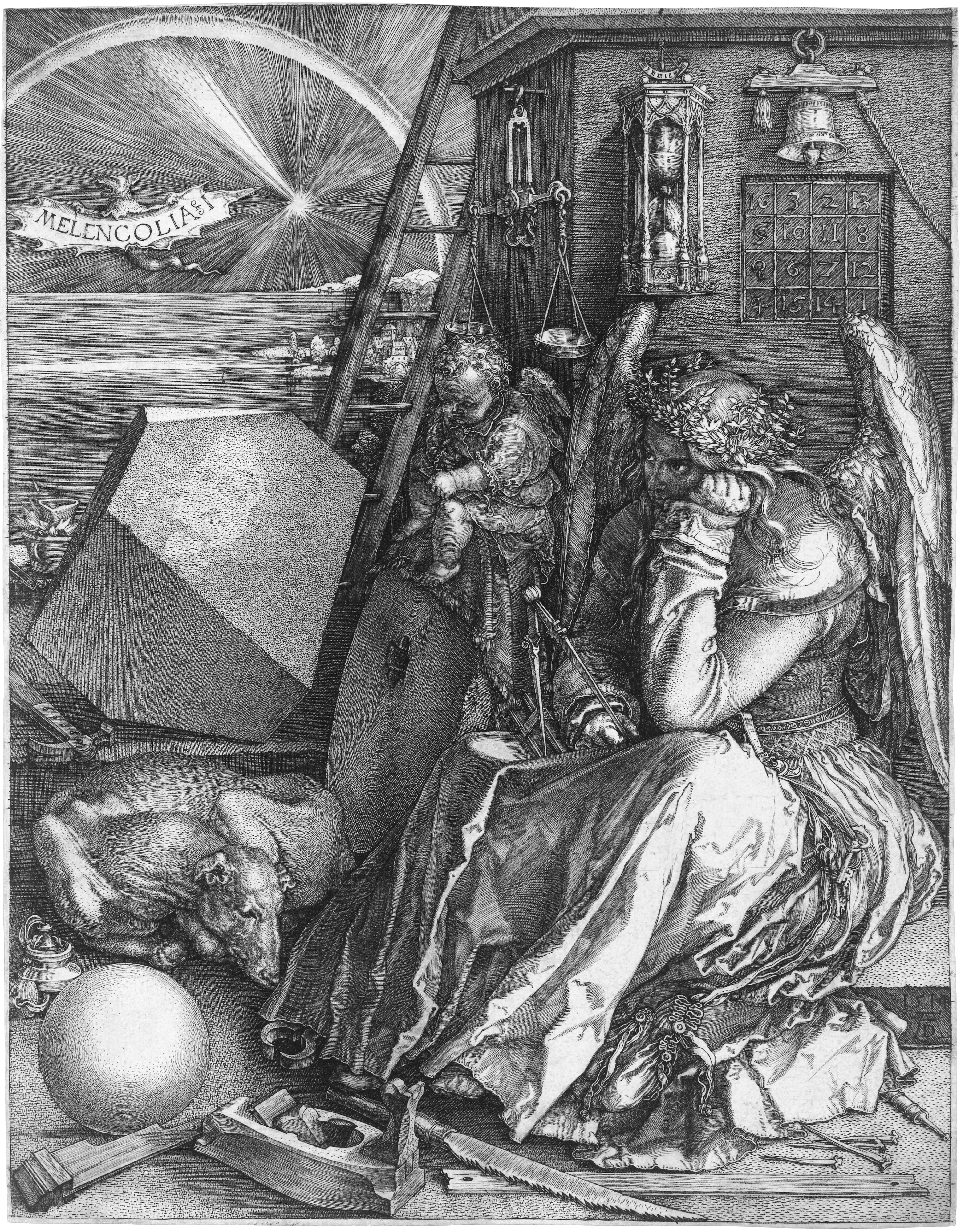
Меланхолия, Альбрехт Дюрер

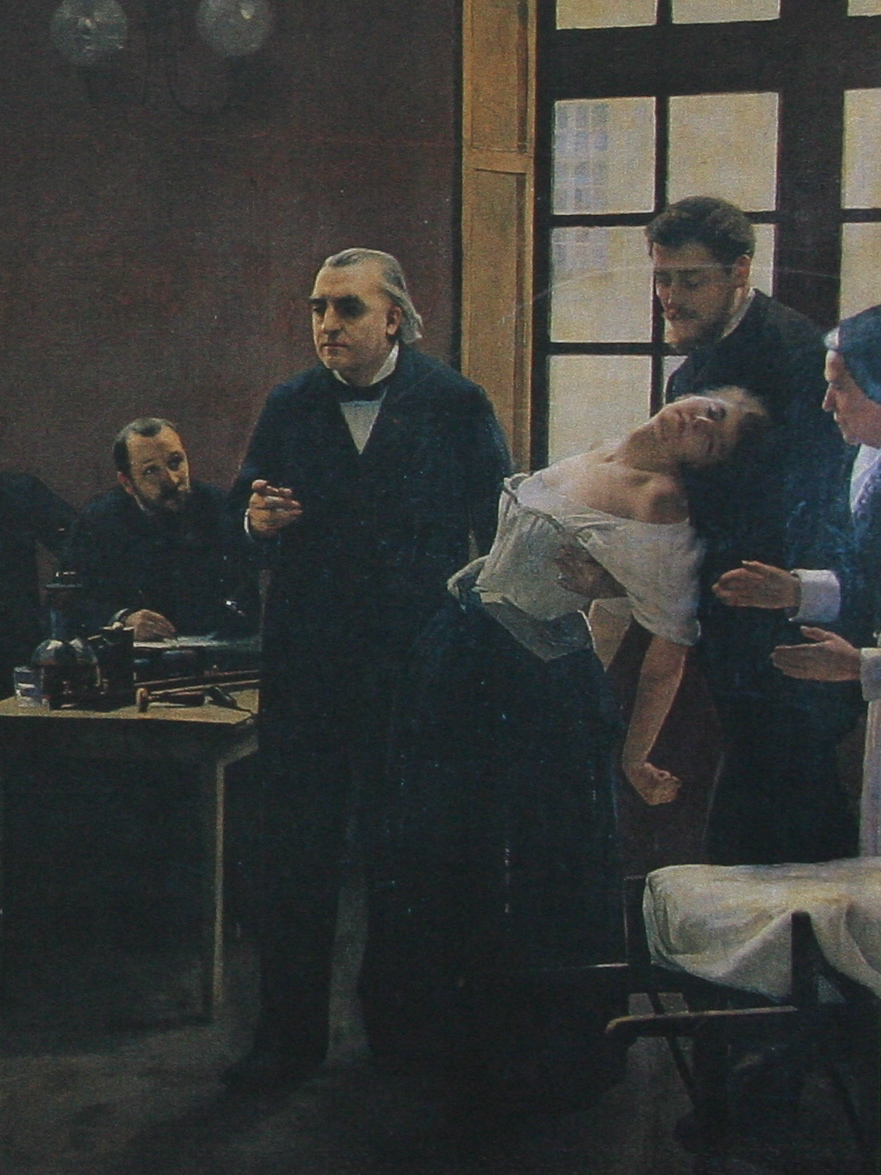
Профессор Жан-Мартен Шарко демонстрирует студентам женщину в истерическом припадке

За многовековую историю человечества было выявлено множество различных форм сумасшествия и предложено несколько классификационных систем. Исторически сумасшествию приписывали различные признаки, такие как деменция, аментивный синдром, меланхолия, мания, ярость, ликантропия, экстаз, летаргия, делирий, кома, сомнамбулизм, невежество, эпилепсия, инсульт, паралич, ипохондрия и другие.

### Полезное безумие
В древнегреческом μανία, manía означает страсть, влечение и сродни μαντις, mantis, что означает прорицатель, пророк.
В Античности полезными формами безумия считались поэтическое вдохновение, дар предсказания и экстаз, в особенности безумие Диониса. Платон различал четыре формы полезного безумия: магическое, мистическое, поэтическое и эротическое безумие. В средние века тоже существовало так называемое разрешённое безумие. К нему относились экстаз, восторг и видения.

### Разумное и безрассудное
В 1798 году Иммануил Кант предложил описание безумия как дихотомию разумного и безрассудного. По степени тяжести Кант разделил сумасшествие на три группы: безумие, помешательство и невменяемость. Его определение безумия как смещение разумного в безрассудное являлось в XVIII и XIX веках классическим определением сумасшествия. Помешательство же Кант определяет как систематическое нарушение разумного, которое проявляется в «позитивном» безумии: больные вырабатывают собственные логические правила, которые не отвечают логике здоровых. Во всех формах сумасшествия личное восприятие заменяет здравый смысл.

### Меланхолия
Эта форма сумасшествия была описана уже в Античности, а во времена гуманизма обрела особую популярность, хотя телосложение меланхолика с тонкими костями и мёртвым лицом и не считалось красивым. Причиной являлся намёк в работах Аристотеля и Цицерона на гениальность, заложенную в болезни, что и привело к распространению культа меланхолии. Считалось, что одарённые художники, писатели и поэты находятся на грани гения и безумия. Эта форма сумасшествия как средство самовыражения потеряла популярность только в начале XIX века.

### Мания
Полной противоположностью меланхолии является мания, для которой характерно повышенное настроение, психическое и двигательное возбуждение, повышение аппетита, нарушение внимания и завышенная самооценка. Ранее считалось, что, в отличие от меланхолии, мания проявляется свирепостью, возбуждением и горячностью.

### Истерия
Истерия долгое время считалась женской болезнью, и причину искали в расстройствах женской половой системы. Во второй половине XIX века множество женщин было искалечено врачами, безуспешно лечившими истерию хирургическим вмешательством.

### Другие формы
До недавнего времени к сумасшествию причислялись не только психические отклонения, но и такие заболевания и дефекты, как эпилепсия, бешенство, ликантропия и другие. Помутнение сознания после приёма таких наркотических и отравляющих веществ, как алкоголь и галлюциногены, также считалось проявлением безумия. Другими формами безумия считались, к примеру, врождённые состояния и потеря разума вследствие комы, летаргии, болезненных состояний или старости. Скорбь при потере близкого человека, как и боль неразделённой любви, также относились к безумию. В литературе часто встречается описание таких проявлений скорби, как бессонница, плач и заламывание рук. Все эти проявления считались признаком сумасшествия.
До середины XX века понятие здоровья для большинства членов общества определялось понятием нормы. Всё, что по каким-либо причинам отвергалось обществом, считалось болезненным отклонением. Как следствие, члены общества, не подходившие под описание «разумного» человека, подвергались остракизму и гонениям. Идеал умственно здорового человека менялся с развитием общества, но иногда насаждался принудительно.

## Причины безумия

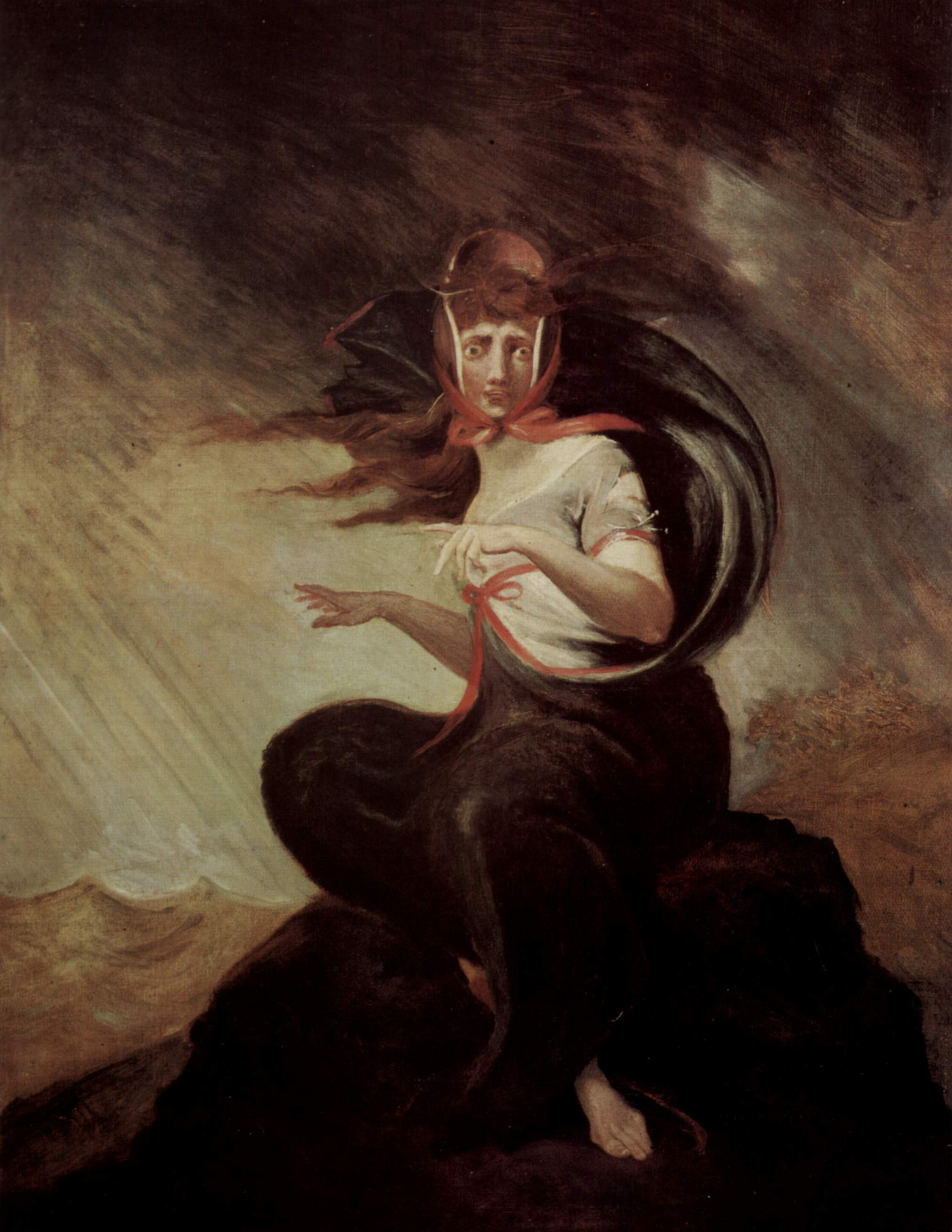
Безумная Кейт, Иоганн Фюссли

Первым, кто дал научное описание сумасшествию, был Платон. В диалоге «Федр» он различает два вида безумия: болезнь и божественный дар. В последующем описании причины безумия также разделены на сверхъестественные и физические для лучшего сравнения.

### Сверхъестественные причины

#### Колдовство и дар богов
Вавилоняне (XIX век до н. э. — VI век н. э.) и шумеры (XXVII—XXIV века до н. э.) считали безумие следствием колдовства, нарушения табу, и безумие являлось приговором и наказанием одновременно.
В древней Греции безумие считалось одержимостью демонами, но могло быть и ниспослано богами. Тогда как соматическое расстройство[прояснить] считалось болезнью души и, как описал Платон в «Тимее», несло зло, божественное безумие давало настоящее знание и потому имело позитивное значение. В противовес сказанному в древнегреческих мифах божественное безумие чаще всего вело к саморазрушению и убийству невинных — обычно близких родственников.
В Ветхом Завете безумию также приписывают роль наказания. Примером может служить образ вавилонского царя Навуходоносора, наказанного безумием за гордыню. Причём вначале об этом наказании Навуходоносор видел сон, который был истолкован ему пророком Даниилом, а уж затем наказание было исполнено, и Навуходоносор превратился на семь лет в дикого зверя, как и было ему предсказано. Это описание послужило основой взглядов на безумие в средние века и считалось наказанием, ниспосланным Богом за грехи.
Кроме того, о безумии упоминается и в библейской книге Псалтирь. Пророк Давид сообщает ещё об одной причине безумия — это неверие в Бога, а в книге Премудрости Иисуса, сына Сирахова гордыня и неверие в Бога тесно связываются.

#### Вселение демона
Со временем безумие всё чаще расценивалось как одержимость злыми духами. Пример царя Саула, одержимого демоном, мучающего его за грехи перед амаликитянами, служил подтверждением этой теории, в особенности во времена инквизиции. В Евангелии можно найти примеры изгнания злых духов, например, изгнание Иисусом демона из жителя Джараша. Главными признаками одержимости демонами служили неконтролируемые действия и в особенности глоссолалия. И лишь в XVII веке голландские кальвинисты начали интерпретировать этот пример не как наказание Богом за грехи, а как «обычное» сумасшествие.
И, наконец, в позднем средневековье и в новом времени безумие приобрело значение борьбы между демоном и силами Бога за душу одержимого.

### Физические причины

#### Душевные и моральные
По эпосу Гомера можно судить, что древние греки под «обычным» сумасшествием понимали потерю самоконтроля и помутнение рассудка из-за боли, ярости, желания мести или ненависти. В древнегреческих трагедиях безумие описано как потеря своего «Я», что имеет катастрофические последствия для безумного и его окружения. В то время никакие попытки описать физические причины возникновения безумия не предпринимались.
Лишь в конце средних веков, когда охота на ведьм приобрела угрожающие размеры, медик Иоганн Вейер выступил против инквизиции и развенчал религиозные заблуждения. Он не сумел в одиночку побороть религиозных суеверий. Известны также работы Парацельса (1493—1541) и Феликса Платера (1536—1614), поддерживающие точку зрения Вейера. Так, Платер считал, что не любое безумие — это одержимость бесами, есть и простая, «обычная» форма сумасшествия.
С XVI века определение безумия начало понемногу меняться и в XVII веке перестало использоваться в контексте одержимости демонами. К этому времени безумие приобрело смысл наказания за распущенность и безрассудство и вменялось в вину безумному.

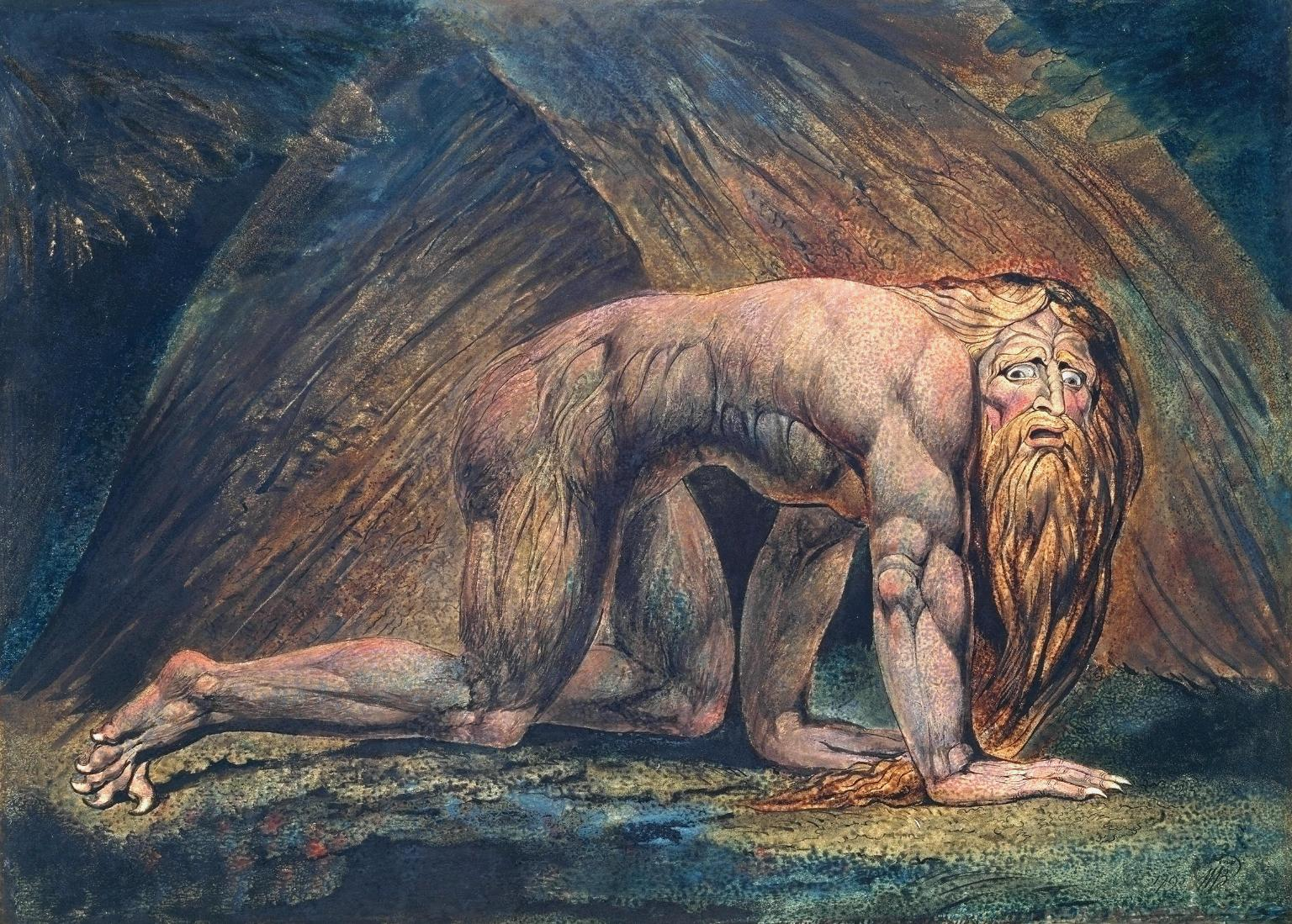
Навуходоносор, Уильям Блейк

Эпоха Просвещения принесла новое определение сумасшествия и объясняло безумие как расстройство изначально здорового разума. Таким образом сумасшествие противопоставлялось разуму и могло быть обосновано и описано. Доказательство невозможности безумия без разума привёл Артур Шопенгауэр, обосновавший свою теорию тем, что животные не сходят с ума, так как не имеют разума.

#### Физические
Греческая медицина, опираясь на тексты Гиппократа, толковала сумасшествие как избыток «чёрной желчи», чьи пары оседали на головном мозге, разъедали его и приводили к помешательству. «Жёлтая желчь», наоборот, приводила к повышению активности — холерическому безумию, эпилепсии и мании. Эта теория обрела вторую жизнь во времена гуманизма и ренессанса.
Меланхолия причислялась к болезням сердца, которое, в отличие от головного мозга, считалось хранителем характера и чувств, хотя это мнение и оспаривалось в медицинских кругах. Например, Джироламо Меркуриале описывал меланхолию как повреждение отдела активного воображения в передней части головного мозга.
И напротив, учёные были едины во мнении, что воспаление мозговых оболочек головного мозга ведет к потере разума, хотя причиной воспаления по-прежнему считался избыток «чёрной желчи».
Также известной причиной безумия являются черепно-мозговые травмы. Например, Вильгельм фон Кончес (1080—1154) описал влияние травм головы на возникновение психических расстройств, а Мондино де Луччи (1275—1326) создал теорию желудочков головного мозга.
Теория позитивизма гласила, что душа является лишь марионеткой мозга, все проявления безумия имеют под собой физическое объяснение и излечимы. Эта точка зрения окончательно утвердилась во второй половине XIX века, и понятие «душевнобольной» (которое подразумевало, что у человека есть «душа», которая может «болеть») окончательно заменило определение «безумец». А в начале XX века понятие поменялось ещё раз, и сегодня все признаки, обобщённые ранее словом безумие, обозначаются как психическое расстройство.
В современной психиатрии принято считать, что в основе психических расстройств лежат нарушения нейромедиаторного баланса. Нейроны, из которых состоит мозг, напрямую не соединены друг с другом, между ними есть расстояние — синаптическая щель, в которой находятся так называемые нейромедиаторы (серотонин, дофамин, норадреналин и т. д.), передающие импульсы между нейронами. Утверждается, что психотропные средства восстанавливают баланс нейромедиаторов. Такая позиция часто подвергается критике.

## Диагностика

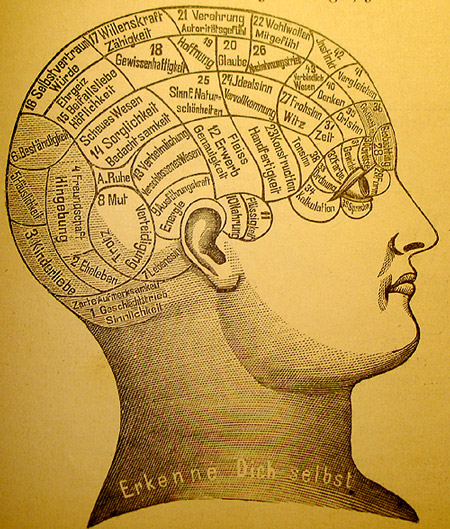
Френологическая карта

Начало опирающейся на наблюдения диагностики сумасшествия положил в 1793 году медик и филантроп Филипп Пинель (1745—1826), став управляющим врачом в парижском заведении для умалишённых Бисетр. Он ввёл гуманитарные методы лечения, выхлопотал у революционного Конвента разрешение снять цепи с душевнобольных и классифицировал их по тяжести и форме недуга. Все группы больных были разделены на зоны, где развитие и течение отдельных видов болезни могло непосредственно сравниваться и изучаться. Весь полученный опыт Пинель вложил в монографию, увидевшую свет в 1798 году. Именно эта работа стала основой научной классификации сумасшествия.
Другой известный своим вкладом в развитие психиатрии медик Иосиф Галль считал сумасшествие органической болезнью и искал физические причины её развития. В 1785 году в своей лаборатории в Вене он занялся изучением нейрологического строения головного мозга. В результате ему удалось установить связь между повреждением отдельных частей головного мозга и формами безумия, и, как следствие, стать основателем френологии.
Сегодня психические расстройства не объединяют таким общим понятием, как «безумие» или «сумасшествие», а классифицируют с помощью диагностических систем: DSM-5 Американской психиатрической ассоциации (АПА), MКБ Всемирной организации здравоохранения (ВОЗ).

## Лечение

### Лечение магией
В Средние века сумасшествие часто пытались излечить магией и заклинаниями, пытаясь при этом изгнать злого беса из больного. Считалось, что существует вероятность заменить одного беса другим, и таким образом неудачное «лечение» не ставилось никому в вину. Средствами лечения в католицизме служили молитвы, мессы и паломничество к святым местам, в евангелизме дополнительно применялось чтение Библии над душевнобольным.

### Хирургическое лечение

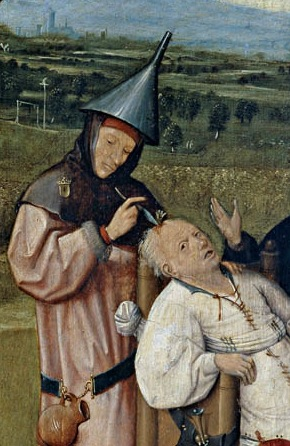
Иероним Босх, Извлечение камня глупости

Раскопки подтвердили, что уже в каменном веке для лечения применялась трепанация черепа. Считалось, что отверстие в черепе освобождает демона и даёт ему дорогу на волю. И хотя данный метод лечения безумия сомнителен, можно предположить, что уже тогда сумасшествие связывали с повреждением головного мозга. Похожие методы применялись и в более позднее время.
Тёмные стороны психиатрии выявились в XIX и в начале XX века, когда применялись такие печально известные методы лечения, как гистерэктомия, женское обрезание, лоботомия, электросудорожная терапия.

### Изгнание и воспитание
Во времена абсолютизма и меркантилизма сумасшествие вытеснялось из сознания людей: больных изгоняли из общества и обрекали на жизнь в работных или воспитательных домах. Считалось, что работа, контроль, а иногда и телесные наказания положительно влияют на разум и не дают безумию развиваться. Часто больных выставляли на потеху толпе и таким образом зарабатывали деньги.
В конце XVIII века эпоха Просвещения освободила больных от этой участи, и общество распознало в них людей, нуждающихся в лечении. И хотя больных по-прежнему изолировали и врачи зачастую занимались не лечением болезни, а «дисциплиной» больного, это был большой шаг в развитии гуманного отношения к больным.

### Отсутствие лечения
В средние века, когда безумие считалось наказанием за грехи или происками Сатаны, лечение безумия не предпринималось.
Отношение общества к больным существенно различалось и зависело по большей части от общественного положения больного. Чем выше было социальное и материальное положение семьи, тем больше шансов имел больной на хороший уход и выздоровление. Больных из богатых семей чаще всего интегрировали в общество, тогда как больные из бедных семей были предоставлены сами себе. Безобидные часто носили одежду шута как предупреждение случайных людей о болезни. Если же больной представлял опасность, его сажали в клетку за городскими стенами или совсем изгоняли из города.

### Психотерапия и психофармакотерапия
Сегодня психические расстройства лечат как медикаментозно, так и психотерапевтически, сочетая одно с другим. В зависимости от вида расстройства и его тяжести, доля одного или другого вида лечения может меняться. Электросудорожная терапия (ЭСТ) в её современной форме — с использованием анестезии и миорелаксантов — и сейчас применяется для лечения таких заболеваний, как биполярные расстройства (в некоторых странах, в частности РФ, по состоянию на конец 2000-х годов по-прежнему использовалась устаревшая немодифицированная — без анестезии и миорелаксантов — форма ЭСТ, оцениваемая как варварская и неэтичная). Кроме того, до сих пор людей с психическими расстройствами изолируют от общества. К счастью, современные психиатрические больницы имеют мало общего с домами душевнобольных XIX века, хотя слово «психиатрическая больница» до сих пор имеет негативную окраску.